# Bob Waterfield
Pro Football Hall of Fame 1965
Robert « Bob » Stanton Waterfield (né le 26 juillet 1920 à Elmira, mort le 25 mars 1983 à Burbank) est un joueur et entraîneur américain de football américain évoluant au poste de quarterback.
Il fit l'ensemble de sa carrière professionnelle que ce soit en tant que joueur ou entraîneur chez les Rams de Cleveland après avoir évolué au niveau universitaire chez des Bruins de l'UCLA.

## Carrière

### Université
Robert entre à la Van Nuys High School de Van Nuys en Californie et après l'obtention de son diplôme, entre à l'université où il évolue dans l'équipe universitaire. Durant sa dernière année à l'université, il se marie avec l'actrice Jane Russell et remporte le championnat de conférence de la côte pacifique (Pacific Coast Conference) et sont défaits lors du Rose Bowl par l'université de Géorgie sur un score de 9-0.

### Professionnel
Waterfield est choisi au quarante-deuxième choix global lors du cinquième tour du Draft NFL de 1944 par les Rams de Cleveland.
Il marque l'histoire dès sa première année rookie en remportant le titre de meilleur joueur NFL 1945 (NFL Player of the year). Il est sélectionné dans la First-team All pro (équipe type de la saison) et remporte le titre de champion NFL 1945 à l'issue d'une finale qui verra les Rams s'imposer sur un score de 15 à 14, notamment grâce à deux passes de Waterfield de 37 et 44 yards. Il se classe premier dans de multiples classement NFL lors de la saison 1945 (voir Palmarès).
En 1946, Waterfield se voit attribuer un coéquipier au poste de quarterback Norm Van Brocklin. Il partagera le poste jusqu'à la fin de sa carrière.
Après une saison 1947 médiocre (terminant 4e de leur division), Waterfield et son équipe perdent la finale nationale 1948 contre les Eagles de Philadelphie sur le score de 14-0.
En 1951, les Rams, toujours emmenés par Waterfield, décrochent un nouveau titre de champion NFL contre les Browns de Cleveland 24-17.
Il est intronisé au Pro Football Hall of Fame en 1965.

### Entraineur
Huit saisons après l'annonce de sa retraite, Bob revient chez les Rams pour y entraîner l'équipe. Il prend ses fonctions lors de la saison 1960 et affiche un bilan médiocre de 4 victoires, 7 défaites et 1 nul. Les dirigeants de la franchise lui conservent néanmoins leur confiance. Il réalise une saison 1961 aussi mauvaise avec un bilan de seulement 4 victoires pour 10 défaites. Il est de plus en plus remis en cause et après huit matchs avec une seule victoire en début de saison 1962, il est remercié par la franchise.

## Un joueur polyvalent
Si Waterfield s'est surtout fait connaitre pour ses talents au poste de quarterback, le joueur originaire d'Elmira a évolué tout au long de sa carrière à divers postes comme celui de punter, celui de punt returner ou encore comme running back. Il se classe dans divers classements pour plusieurs postes lors de chaque saison.

## Palmarès
- Champion NFL : 1945 et 1951
- Joueur de l'année NFL : 1945 et 1951
- Deux sélections au Pro Bowl : 1950 et 1951
- First-team All-Pro selection : 1945, 1946 et 1949 (3 fois)
- Second-team All-Pro selection : 1950 et 1951
- Trophée Joseph Carr (en) : 1945
- Quarterback ayant fait le plus de passes en 1945 avec 251 passes
- Plus grand nombre de passe pour touchdown : 1945 (14) et 1946 (17)
- Meilleur rating à la passe : 1951 (81,8)
- Quarterback ayant réussi le plus de passe: 1946 (127)
- Plus grand nombre de passes interceptées : 1945 (17) et 1949 (24)
- Meilleur statistique yards par passe : 1945 (9,4) et 1951 (8,9)
- Meilleur moyenne passes tentées par match : 1946 (22,8)
- Meilleur moyenne passes complétées par match : 1946 (11,5)
- Meilleur tireur de transformation (Extra point) : 1945 (31), 1946 (37), 1950 (54) et 1952 (44)
- Meilleur tireur de tentative (field goal) : 1947 (7), 1949 (9) et 1951 (13)
- Plus longt punt : 1947 et 1948 (86)